# I-ME-WE
I-ME-WE ou India - Middle East - Western Europe (Inde - Moyen-Orient - Europe de l'Ouest) est un câble sous-marin de télécommunication qui interconnecte l'ensemble de ces stations. La longueur totale du câble installé est d'environ 12 000 km. Ce câble est la propriété du consortium I-ME-WE qui regroupe 9 investisseurs (Tata Group, Bharti Airtel, Pakistan Telecom Company Limited (en), Etisalat, Saudi Telecom, Telecom Egypt, Ogero (en), Telecom Italia et France Télécom). Actuellement le câble est dirigé par Tata Group, l'administrateur du réseau est Tata Group également.
Les premières études ont commencé en 2006 et la construction a été réalisée par deux entreprises, Alcatel-Lucent et NEC.
La mise en service a eu lieu en décembre 2010 avec une capacité initiale de 1 280 Gb/s par paire de fibre, il est principalement équipé de trois paires de fibres. Il utilise dès l'origine les technologies multiplexage en longueur d'onde (WDM) et hiérarchie numérique synchrone (SDH).
I-ME-WE a connu deux augmentations de capacité majeures. Les segments ont aujourd'hui une capacité par paire de fibre qui varie selon les besoins et les contraintes physiques entre 60 Gb/s et 1 800 Gb/s grâce à la densification du multiplexage en longueur d'onde et au remplacement du système initial à 10 Gb/s par longueur d'onde par un système à 40 Gb/s par longueur d'onde. Cette dernière modification a été réalisée par Mitsubishi Electric.

## Points d'atterrissage
Le système câblé sous-marin, qui comprend une liaison entièrement terrestre reliant les villes d'Alexandrie et de Suez en Égypte, dispose de points d'atterrissage (en) à :
- Segment 1
  - Bombay nord (Inde)
  - Bombay sud
  - Karachi (Pakistan)
  - Fujaïrah (Émirats arabes unis)
  - Djeddah (Arabie Saoudite)
  - Suez (Égypte)
- Segment 2 (terrestre)
  - Suez (Égypte)
  - Alexandrie (Égypte)
- Segment 3
  - Alexandrie (Égypte)
  - Tripoli (Liban)
  - Catane (Italie)
  - Marseille (France)